# Станкевич, Иван Николаевич
Ива́н Никола́евич Станке́вич (1829 — 2 (14) марта 1882) — профессор фармакологии Харьковского университета.

## Биография
Происходил из дворян Могилёвской губернии. Родился в 1829 году.
В 1852 году он окончил курс во 2-й Киевской гимназии и поступил в университет Св. Владимира на медицинский факультет. В 1856 году за сочинение «Об операции искусственных преждевременных родов» (Киев, 1856) он был удостоен золотой медали. В 1857 году окончил университетский курс со званием лекаря. Затем отправился с научными целями за границу, где более года работал под руководством выдающихся западно-европейских специалистов. После возвращения в Киев занялся частной практикой, одновременно работая в университетских клиниках, собирая материал для докторской диссертации «Гистология сухожилий в натуральном и патологическом состояниях», которую защитил 14 декабря 1860 года, получив степень доктора медицины.
Напечатанную в 1861 году монографию по гистологии «Исследование о строении пахиоковых грануляций», он предъявил медицинскому факультету Киевского университета в качестве пробной лекции и был утверждён доцентом на кафедре патологической анатомии и патологической физиологии. В начале 1864 года был приглашён в Харьковский университет — экстраординарным профессором по кафедре фармакологии, лекции по которой он читал до конца жизни; в 1870 года — ординарный профессор. Одновременно, будучи практикующим врачом, в свободное от занятий время он объезжал даже деревни Харьковского уезда, подавая всюду медицинскую помощь.
В 1877 году в связи с болезнью он оставил руководство кафедрой. 
Им были также напечатаны ещё два труда: «Критический разбор рассуждения Вермана „о глазном зеркале“», («Современная медицина». — 1860. — №№ 47 и 48) и «О физиологическом действии карболазотнокислого аммиака и терапевтическое его употребление» («Медицинский вестник». — 1874. — № 13).
Умер в Харькове 2 (14) марта 1882 года.